# محمد بن شقرون
محمد بن شقرون (انگلیسی: Mohamed Ben Checkroun؛ زادهٔ ۹ آوریل ۱۹۳۷) ورزشکار پنج‌گانه مدرن اهل مراکش است. وی در بازی‌های المپیک تابستانی ۱۹۶۰ شرکت کرده‌است.